# Kevin Ortega
Kevin Ortega Pimentel (* 26. März 1992 in Callao) ist ein peruanischer Fußballschiedsrichter. Seit 2019 steht er auf der FIFA-Liste. Er amtierte beim olympischen Fußballturnier 2020 und war Vierter Offizieller bei der Fußball-Weltmeisterschaft 2022.

## Werdegang
Seit Debüt in der Primera División – der höchsten peruanischen Spielklasse – gab Ortega 2015 mit 23 Jahren. Seit 2019 steht er auf der FIFA-Liste, was ihn zur Leitung internationaler Partien berechtigt. Seinen ersten internationalen Einsatz bestritt er im März 2019 bei einer Begegnung der U-17-Fußball-Südamerikameisterschaft 2019 zwischen Argentinien und Kolumbien. Seine erste Ansetzung als für ein A-Länderspiel erhielt er im November des gleichen Jahres für die Testpartie zwischen Ecuador und Trinidad & Tobago. Auch in den südamerikanischen Vereinswettbewerben, der Copa Libertadores und der Copa Sudamericana kommt Ortega regelmäßig zum Einsatz. Bei der Copa Libertadores Partie zwischen Club Always Ready aus Bolivien und den Boca Juniors aus Argentinien im Mai 2022 war er dabei Mittelpunkt einer Kontroverse. Die Boca Juniors gewannen das Spiel durch einen umstrittenen Strafstoß mit 1:0, in der Folge durchsuchte die bolivianische Polizei die Schiedsrichterkabine und stellte mehrere Boca Junior-Trikots sicher, die dem Schiedsrichterteam vor dem Spiel ausgehändigt worden waren. Die Vertreter von Always Ready bezichtigten Ortega der Vorteilsnahme, seitens der Boca Juniors wurde kommentiert, dass es sich bei den Geschenken um eine standardmäßige Geste handeln würde.
Die FIFA nominierte Ortega für das olympische Fußballturnier 2021 in Tokio, wo er bei drei Partien zum Einsatz kam, darunter ein Halbfinale.
Im Mai 2022 berief ihn der Weltverband in das 36 Schiedsrichter umfassende Aufgebot für die Fußball-Weltmeisterschaft 2022 in Katar. Als seine Assistenten begleiteten ihn Michael Orué und Jesús Sánchez. Ortega war mit 30 Jahren und 269 Tagen zum Zeitpunkt des Eröffnungsspiels der jüngste aller für die Endrunde nominierten Feldschiedsrichter- und assistenten. Er kam jedoch zu keiner Spielleitung, sondern amtierte lediglich neunmal als Vierter Offizieller. Dementsprechend gehörte er zu den Schiedsrichtern, die mit ihrem Gespann durch die FIFA nach dem Achtelfinale vom Turnier entlassen wurden.
Bei der Copa América 2024 in den USA leitete er ein Spiel der Gruppenphase.

## Einsätze beim olympischen Fußballturnier 2021
| Phase        | Datum         | Spielort | Heimmannschaft | Gastmannschaft | Ergebnis  |
| ------------ | ------------- | -------- | -------------- | -------------- | --------- |
| Gruppenphase | 25. Juli 2021 | Saitama  | Frankreich     | Südafrika      | 4:3 (0:0) |
| Gruppenphase | 28. Juli 2021 | Sapporo  | Rumänien       | Neuseeland     | 0:0       |
| Halbfinale   | 3. Aug. 2021  | Saitama  | Japan          | Spanien        | 0:1 n. V. |

## Privates
Ortega lebt in Lima. Bis 2015 arbeitete er für die peruanische Steuer- und Zollbehörde SUNAT.